# Angelina von Serbien

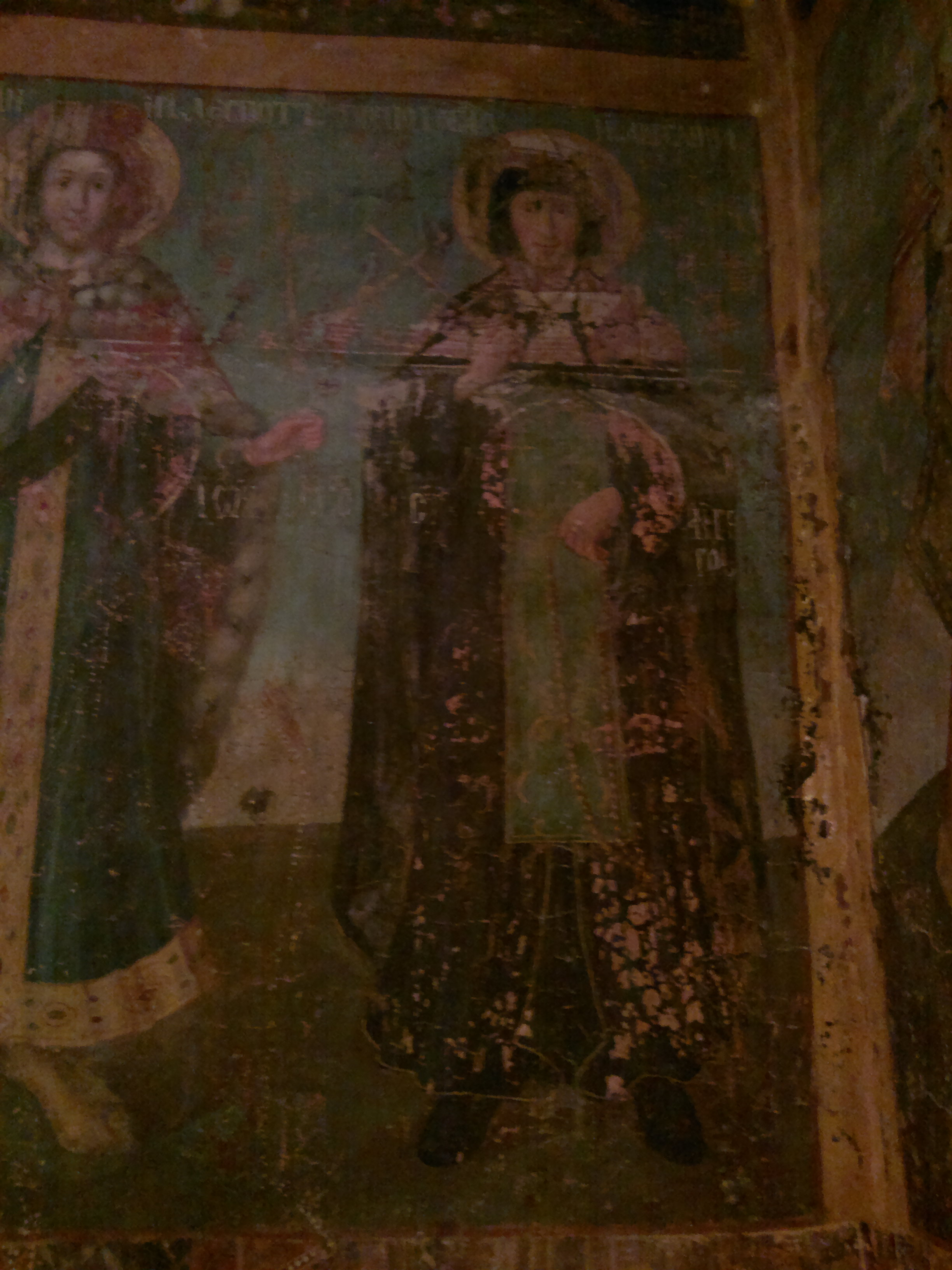
Fresko Angelinas im Kloster Krušedol

Prepodobna mati Angelina Srpska (serbisch-kyrillisch Пребодобна мати Ангелина Српска, geboren Angjelina Arianiti; * vor 1460 in Berat; † 30. Juli 1520jul.) ist eine Heilige der serbisch-orthodoxen Kirche. Ihr Feiertag ist ihr Todestag am 30. Juli, der nach dem gregorianischen Kalender am 12. August begangen wird.
Ihr weltlicher Name war Angelina Branković. Sie war eine Despoina. Im Mittelalter entstand in Byzanz der Titel des Despotes, der für die höhere Aristokratie reserviert war. Die weibliche Form Despoina bezeichnet einen weiblichen Despoten oder die Ehefrau eines Despoten. Angelina war der Überlieferung zufolge die Tochter von Gjergj Arianiti (Komnini) und Maria Muzaka. Sie wurde im November 1460 die Gattin des wegen Erbstreitigkeiten aus dem serbischen Herrschaftsgebiet geflohenen geblendeten serbischen Despoten Stefan Branković. Mit diesem zeugte sie zwei Söhne Đorđe und Jovan und eine Tochter namens Marija. Seit 1461 lebte sie nach ihrer Flucht aus dem heutigen Albanien mit ihrer Familie Branković in Italien. Dort verstarb ihr Gatte, dessen Gebeine sie mit ihrer Rückkehr nach Südosteuropa 1486 in die Region Srem in einer für ihn errichteten Kirche bestattete. Sie wurde Nonne im von ihr begründeten Frauenkloster in der Nähe des Klosters Krušedol in der Fruška Gora. In diesem ist sie heute zusammen mit ihrem Sohn Jovan bestattet.
Sie galt als sehr gebildet und ihr Name findet sich in mehreren schriftlichen Erwähnungen und Widmungen. Ihre Ikonen sind in mehreren Kirchen vertreten. Auch der berühmte serbische Realist Paja Jovanović hielt sein Idealbild Angelinas auf Öl fest, das in der Saborna crkva in Vršac ausgestellt ist.